# Художнє читання
Художнє читання — жанр естрадного мистецтва, що полягає у публічному виконанні читцем творів літератури, публіцистики тощо.
В англомовних країнах використовується термін «spoken word» (промовлене слово), цим же терміном позначається відповідна аудіовізуальна продукція, яка не є музичною. Нерідко артистами в жанрі «spoken word» виступають поети і музиканти. Іноді голос супроводжується музикою, але музика в цьому жанрі абсолютно необов'язкова.
При оцінці художнього читання літературних творів різних жанрів (вірша, байки чи уривка з прозового твору) враховують такі показники:
- Чітка дикція, хороші природні голосові данні, розуміння твору з точки зору логіки та композиційної побудови.
- Контакт з слухачами, вміння зацікавити розповіддю через високу міру емоційної схвильованості літературним матеріалом.
- Вміння відчути жанр твору, виявити щиру безпосередність при читанні гумористичних творів і глибоку духовну наповненість при читанні ліричних і епічних творів.
- Вміння надати мовну характеристику персонажам, якщо такі є в оповіді
- Мовна сценічна культура та сценічна привабливість[2].